# Pectocarya heterocarpa
Pectocarya heterocarpa är en strävbladig växtart som först beskrevs av Ivan Murray Johnston, och fick sitt nu gällande namn av Ivan Murray Johnston. Pectocarya heterocarpa ingår i släktet Pectocarya och familjen strävbladiga växter. Inga underarter finns listade i Catalogue of Life.